# Robert Roberts-Jones
Pour les articles homonymes, voir Robert, Jones et Philippe Roberts-Jones.
Robert Roberts-Jones (né à Saint-Gilles le 13 octobre 1893 et mort à Schaerbeek le 20 octobre 1943), avocat, était un résistant et patriote, membre du Réseau Comète, fusillé par les nazis au Tir national le 20 octobre 1943. 
Il est le père de Philippe Roberts-Jones.